# 魅麗
魅麗（みれい、1984年12月20日 - ）は、日本のAV女優。

## 人物
- 身長：162cm
- スリーサイズ：B83（Dカップ）・W58・H84
- 血液型：A型

## 略歴
北海道出身。2009年06月、新宿ニューアートでストリップデビュー。

## 作品

### アダルトビデオ
2009年
- エスカレートするドしろーと娘 164（2009年10月1日、プレステージ）
- 素人娘、お貸しします。14（2009年10月21日、プレステージ）
- 上京して一人暮らし 02（2009年10月21日、プレステージ）
- BANQUISH 39（2009年10月21日、プレステージ）
- 生徒を食べちゃう寸止め女教師（2009年12月25日、美）

2010年
- 女子大生をサポします! 03 現役東●生みれい（2010年2月19日、ミスターインパクト）
- ところ構わず男に乗っちゃう!馬乗り女たち53人4時間（7月25日、美）他52名出演

2011年
- 極上素人とヤリたい!SSS級の美少女コレクション 06（3月23日、ギャロップ）他出演:下田あいり、仲村知夏、瀬名あゆむ、矢口ひろな、若葉くらら、酒井優香